# Egységes Izraeli Királyság
Az egységes Izraeli Királyság a héber Biblia alapján egy ókori királyság volt Palesztínában. Az állam létezése még ma is akadémikus viták témája. A létezésében hívők az állam fennállását kb. Kr. e. 1020 és Kr. e. 930 közé datálják.
Egyes modern bibliakutatók azzal érvelnek, hogy a Kr. e. 8. század vége előtti kiterjedt zsidó királyságra vonatkozó régészeti bizonyítékok túl gyengék. A történészek továbbra is megosztottak abban, hogy mennyire támogatják a bibliai elbeszélést, vannak akik kételkednek vagy elutasítják azt, mások támogatják az egységes királyság létezését, miközben fenntartják, hogy a bibliai narratíva eltúlzott.
Az 1980-as évek óta megkérdőjelezik ezen nagy királyságot, azóta nagyrészt irodalmi fikciónak tekintik a dávidi-salamoni birodalom létezését. Azokat a bibliai régészeket, akik továbbra is hisznek benne, „bibliai maximalistáknak”  nevezik.

## A Bibliában
A Biblia szerint az egységes királyság előtt a zsidó törzsek konföderációban éltek a bíráknak nevezett ad hoc karizmatikus vezetők irányítása alatt. Kr. e. 1020 körül a környező népektől való erős fenyegetettség hatására a törzsek egyesültek, létrehozva az első Izraeli Királyságot. Sámuel a Benjámin törzséből származó Sault kente fel az első királlyá Kr. e. 1020 körül, de Dávid volt az, aki Kr. e. 1006 körül erős, egységes zsidó királyságot tudott létrehozni.
Dávid, Izrael második (vagy ha Isbósetet is számítjuk harmadik) királya tette 3000 éve Jeruzsálemet az ország fővárosává. Előtte Hebron volt a Dávid-féle Júdeai Királyság, Mahanaim pedig az Isbóset-féle Izraeli Királyság fővárosa, Saul uralkodása alatt pedig Gibeah volt az egységes Izrael központja.
Dávidnak sikerült valóban egyesítenie a zsidó törzseket, és felállítani egy királyi kormányzatot. Sikeres hadjáratokat vezetett Izrael ellenségei ellen, és legyőzte például a filiszteusokat, ezzel biztosítva az ország határait. Uralma alatt Izrael regionális hatalommá fejlődött. Dávid háza alatt az egységes Izraeli Királyság sikeresen fejlődött, és erősebb volt szomszédainál.
Dávid utóda, Salamon uralkodása a békés gyarapodás és a kulturális fejlődés időszaka volt. Számos építkezés volt, többek között ekkor épült az első templom Jeruzsálemben.
Salamon fia, Rehábeám Kr. e. 930-as trónra lépésével azonban az egységes Izrael két részre osztódott: az északi Izraeli Királyságra (Szikem, Peniél, Tirca, majd Szamária fővárossal) és a déli Júdai Királyságra (Jeruzsálem fővárossal). A nem zsidó területek nagy része elveszett.

## Fordítás
- Ez a szócikk részben vagy egészben a Kingdom of Israel (united monarchy) című angol Wikipédia-szócikk ezen változatának fordításán alapul.  Az eredeti cikk szerkesztőit annak laptörténete sorolja fel. Ez a jelzés csupán a megfogalmazás eredetét és a szerzői jogokat jelzi, nem szolgál a cikkben szereplő információk forrásmegjelöléseként.